# Патентен офис на САЩ
Патентният офис на САЩ (Служба за патенти и търговски марки на САЩ; (на английски: United States Patent and Trademark Office, USPTO) е агенция към Министерството на търговията на САЩ, национално патентно ведомство и орган за регистрация  на търговски марки за Съединените щати. Седалището на USPTO е в Александрия, Вирджиния, след преместване през 2005 г. от района на Кристал Сити в Арлингтън, Вирджиния.
USPTO е „уникална сред федералните агенции, тъй като работи единствено с такси, събирани от своите потребители, а не с долари на данъкоплатците“. Нейната „оперативна структура е като бизнес, тъй като получава заявки за услуги – заявления за патенти и регистрации на търговски марки – и начислява такси, предвидени да покрият разходите за извършване на услугите, [които] предоставя“.
Службата се ръководи от заместник-секретаря по търговия по интелектуална собственост и директор на Службата за патенти и търговски марки на Съединените щати, който от 19 април 2022 г. се заема от Кати Видал.
USPTO си сътрудничи с Европейското патентно ведомство (EPO) и Японското патентно ведомство (JPO) като едно от Тристранните патентни ведомства. USPTO е също приемащо ведомство, международен орган за търсене и орган за международна предварителна експертиза за международни патентни заявки, подадени в съответствие с Договора за патентно сътрудничество.